# Дегтярьов Олександр Володимирович
Олександр Володимирович Дегтярьов (рос. Александр Владимирович Дегтярёв, нар. 26 березня 1955, Московська область, СРСР) — радянський веслувальник на байдарках, олімпійський чемпіон 1976 року, призер чемпіонатів світу.

## Біографія
Володимир Дегтярьов народився 26 березня 1955 року в селі Толмачово, Московської області.
Основні досягнення спортсмена пов'язані з виступами у байдарках-четвірках. Так у 1974 році йому вдалося пробитися у основний склад збірної та він став срібним призером чемпіонату світу на дистанції 1000 метрів. На Олімпійських іграх 1976 року зумів стати олімпійським чемпіоном у байдарках-четвірках на дистанції 1000 метрів (окрім Дегтярьова у складі екіпажу були: Юрій Філатов, Володимир Морозов та Сергій Чухрай). Згодом після цього програв конкуренцію іншим радянським веслувальникам, та завершив спортивну кар'єру.

## Виступи на Олімпійських іграх
| Олімпіада     | Дисципліна                     | Місце |
| ------------- | ------------------------------ | ----- |
| Монреаль 1976 | байдарки-четвірки, 1000 метрів | 1     |